# Chuỗi lũy thừa hình thức
Trong toán học, một chuỗi lũy thừa hình thức là một sự khái quát của đa thức, trong đó số các số hạng có thể là vô hạn mà không có yêu cầu nào về sự hội tụ.

## Vành các chuỗi lũy thừa hình thức
Vành các chuỗi lũy thừa hình thức một biến X với hệ số trong vành giao hoán R được ký hiệu là {\displaystyle R[[X]]}.

#### Cấu trúc vành
Một phần tử của {\displaystyle R[[X]]} có thể được coi như một phần tử của {\displaystyle R^{\mathbb {N} }}. Ta định nghĩa phép cộng
{\displaystyle (a_{n})_{n\in \mathbb {N} }+(b_{n})_{n\in \mathbb {N} }=\left(a_{n}+b_{n}\right)_{n\in \mathbb {N} }}
và phép nhân
{\displaystyle (a_{n})_{n\in \mathbb {N} }\times (b_{n})_{n\in \mathbb {N} }=\left(\sum _{k=0}^{n}a_{k}b_{n-k}\right)_{\!n\in \mathbb {N} }.}
Phép nhân này khác với phép nhân từng số hạng. Nó được gọi là tích Cauchy của hai chuỗi hệ số, và là một loại tích chập rời rạc. Với các phép toán này, {\displaystyle R^{\mathbb {N} }} trở thành một vành giao hoán với phần tử không {\displaystyle (0,0,0,\ldots )} và đơn vị {\displaystyle (1,0,0,\ldots )}.

#### Cấu trúc tô pô
Theo qui ước
{\displaystyle (a_{0},a_{1},a_{2},a_{3},\ldots )=\sum _{i=0}^{\infty }a_{i}X^{i},\qquad (1)}
một cấu trúc tô-pô trên vành các chuỗi lũy thừa hình thức được xác định bởi một cấu trúc tô-pô trên {\displaystyle R^{\mathbb {N} }}. Có nhiều định nghĩa tương đương.
- Chúng ta có thể gán cho {\displaystyle R^{\mathbb {N} }} tô pô tích, với mỗi bản sao của {\displaystyle R} mang tô pô rời rạc.
- Ta cũng có thể gán cho nó tô-pô cảm sinh từ metric sau. Khoảng cách hai chuỗi phân biệt {\displaystyle (a_{n}),(b_{n})\in R^{\mathbb {N} },} được định nghĩa là

{\displaystyle d((a_{n}),(b_{n}))=2^{-k},}
với {\displaystyle k} là số tự nhiên nhỏ nhất sao cho {\displaystyle a_{k}\neq b_{k}}.

#### Ví dụ
Lưu ý rằng trong {\displaystyle \mathbb {R} [[X]]} giới hạn
{\displaystyle \lim _{n\to \infty }\left(1+{\frac {X}{n}}\right)^{\!n}}
không tồn tại, vì vậy, nó không hội tụ tới
{\displaystyle \exp(X)\ =\ \sum _{n\in \mathbb {N} }{\frac {X^{n}}{n!}}.}

## Các phép toán khác

### Lũy thừa
Với một số tự nhiên n ta có
{\displaystyle \left(\sum _{k=0}^{\infty }a_{k}X^{k}\right)^{\!n}=\,\sum _{m=0}^{\infty }c_{m}X^{m},}
trong đó
{\displaystyle {\begin{aligned}c_{0}&=a_{0}^{n},\\c_{m}&={\frac {1}{ma_{0}}}\sum _{k=1}^{m}(kn-m+k)a_{k}c_{m-k},\ \ \ m\geq 1.\end{aligned}}}

### Nghịch đảo
Chuỗi
{\displaystyle A=\sum _{n=0}^{\infty }a_{n}X^{n}\in R[[X]]}
là khả nghịch trong {\displaystyle R[[X]]} hệ số hằng {\displaystyle a_{0}} là khả nghịch. Chuỗi nghịch đảo {\displaystyle B} có thể được tính qua công thức đệ quy tường minh
{\displaystyle {\begin{aligned}b_{0}&={\frac {1}{a_{0}}},\\b_{n}&=-{\frac {1}{a_{0}}}\sum _{i=1}^{n}a_{i}b_{n-i},\ \ \ n\geq 1.\end{aligned}}}
Một trường hợp đặc biệt là công thức chuỗi cấp số nhân được thỏa mãn trong {\displaystyle R[[X]]}:
{\displaystyle (1-X)^{-1}=\sum _{n=0}^{\infty }X^{n}.}

### Hợp
Cho hai chuỗi lũy thừa hình thức
{\displaystyle f(X)=\sum _{n=1}^{\infty }a_{n}X^{n}=a_{1}X+a_{2}X^{2}+\cdots }
{\displaystyle g(X)=\sum _{n=0}^{\infty }b_{n}X^{n}=b_{0}+b_{1}X+b_{2}X^{2}+\cdots ,}
ta có thể định nghĩa phép hợp
{\displaystyle g(f(X))=\sum _{n=0}^{\infty }b_{n}(f(X))^{n}=\sum _{n=0}^{\infty }c_{n}X^{n},}
với
{\displaystyle c_{n}:=\sum _{k\in \mathbb {N} ,|j|=n}b_{k}a_{j_{1}}a_{j_{2}}\cdots a_{j_{k}}.}
Tổng này được lấy trên tất cả các cặp (k,j) với {\displaystyle k\in \mathbb {N} } và {\displaystyle j\in \mathbb {N} _{+}^{k}} sao cho {\displaystyle |j|:=j_{1}+\cdots +j_{k}=n.}

### Đạo hàm hình thức
Cho một chuỗi lũy thừa hình thức
{\displaystyle f=\sum _{n\geq 0}a_{n}X^{n}\in R[[X]],}
ta có thể xác định đạo hàm hình thức của nó, ký hiệu là Df hoặc f' , bởi
{\displaystyle Df=f'=\sum _{n\geq 1}a_{n}nX^{n-1}.}

## Tính chất

### Tính chất tô pô
Không gian metric {\displaystyle (R[[X]],d)} là hoàn chỉnh
Vành {\displaystyle R[[X]]} là compact khi và chỉ khi R là hữu hạn.